# Букараманга
Букараманга (шп. Bucaramanga) град је у Колумбији и административни центар департмана Сантандер. Букараманга има пету највећу економију по БДП-у у Колумбији, највећи БДП по глави становника у Колумбији и најнижу стопу незапослености. По броју становника Букараманга је девети највећи град у Колумбији и у њему живи 581.130 људи. У граду постоји преко 160 паркова и због тога носи надимак Град паркова.

## Географија
Букараманга се налази на висоравни у Кордиљери Оријентал у колумбијским Андима, а многи становници живе на нестабилном земљишту које се стрмо спушта од мезете. Западно од њега, кањон Рио де Оро налази се на надморској висини од 600 m (2.000 ft) изнад нивоа мора. На истоку, Андски ланац се уздиже у високим врховима, достижући скоро 3.700 m (12.100 ft) надморске висине у месту локално познатом као "Парамо де Берлин". Град се налази на 7°08′N 73°08′W. Званично метрополитанско подручје обухвата општине: Хирон, Пједекуеста и Флоридабланка, али Лебрија је дом аеродрома Букараманга и обично се сматра делом Букараманге. Упркос недавној урбанизацији, све четири суседне општине садрже велика рурална подручја.

## Клима
| Клима Букараманга (Међународни аеродром Палонегро) 1981–2010       | Клима Букараманга (Међународни аеродром Палонегро) 1981–2010 | Клима Букараманга (Међународни аеродром Палонегро) 1981–2010 | Клима Букараманга (Међународни аеродром Палонегро) 1981–2010 | Клима Букараманга (Међународни аеродром Палонегро) 1981–2010 | Клима Букараманга (Међународни аеродром Палонегро) 1981–2010 | Клима Букараманга (Међународни аеродром Палонегро) 1981–2010 | Клима Букараманга (Међународни аеродром Палонегро) 1981–2010 | Клима Букараманга (Међународни аеродром Палонегро) 1981–2010 | Клима Букараманга (Међународни аеродром Палонегро) 1981–2010 | Клима Букараманга (Међународни аеродром Палонегро) 1981–2010 | Клима Букараманга (Међународни аеродром Палонегро) 1981–2010 | Клима Букараманга (Међународни аеродром Палонегро) 1981–2010 | Клима Букараманга (Међународни аеродром Палонегро) 1981–2010 |
| Показатељ \ Месец                                                  | .Јан.                                                        | .Феб.                                                        | .Мар.                                                        | .Апр.                                                        | .Мај.                                                        | .Јун.                                                        | .Јул.                                                        | .Авг.                                                        | .Сеп.                                                        | .Окт.                                                        | .Нов.                                                        | .Дец.                                                        | .Год.                                                        |
| ------------------------------------------------------------------ | ------------------------------------------------------------ | ------------------------------------------------------------ | ------------------------------------------------------------ | ------------------------------------------------------------ | ------------------------------------------------------------ | ------------------------------------------------------------ | ------------------------------------------------------------ | ------------------------------------------------------------ | ------------------------------------------------------------ | ------------------------------------------------------------ | ------------------------------------------------------------ | ------------------------------------------------------------ | ------------------------------------------------------------ |
| Апсолутни максимум, °C (°F)                                        | 30,1 (86,2)                                                  | 32,2 (90)                                                    | 29,6 (85,3)                                                  | 29,2 (84,6)                                                  | 29,8 (85,6)                                                  | 29,4 (84,9)                                                  | 29,2 (84,6)                                                  | 30,3 (86,5)                                                  | 30,6 (87,1)                                                  | 29,8 (85,6)                                                  | 29,0 (84,2)                                                  | 29,2 (84,6)                                                  | 32,2 (90)                                                    |
| Максимум, °C (°F)                                                  | 25,3 (77,5)                                                  | 25,5 (77,9)                                                  | 25,4 (77,7)                                                  | 25,3 (77,5)                                                  | 25,6 (78,1)                                                  | 25,6 (78,1)                                                  | 25,8 (78,4)                                                  | 26,0 (78,8)                                                  | 26,0 (78,8)                                                  | 25,4 (77,7)                                                  | 24,9 (76,8)                                                  | 25,0 (77)                                                    | 25,5 (77,9)                                                  |
| Просек, °C (°F)                                                    | 21,3 (70,3)                                                  | 21,7 (71,1)                                                  | 21,7 (71,1)                                                  | 21,6 (70,9)                                                  | 21,6 (70,9)                                                  | 21,5 (70,7)                                                  | 21,5 (70,7)                                                  | 21,6 (70,9)                                                  | 21,4 (70,5)                                                  | 21,0 (69,8)                                                  | 20,9 (69,6)                                                  | 21,0 (69,8)                                                  | 21,4 (70,5)                                                  |
| Минимум, °C (°F)                                                   | 18,5 (65,3)                                                  | 18,8 (65,8)                                                  | 19,0 (66,2)                                                  | 19,0 (66,2)                                                  | 18,9 (66)                                                    | 18,8 (65,8)                                                  | 18,5 (65,3)                                                  | 18,5 (65,3)                                                  | 18,3 (64,9)                                                  | 18,3 (64,9)                                                  | 18,4 (65,1)                                                  | 18,4 (65,1)                                                  | 18,6 (65,5)                                                  |
| Апсолутни минимум, °C (°F)                                         | 15,0 (59)                                                    | 15,4 (59,7)                                                  | 15,6 (60,1)                                                  | 13,8 (56,8)                                                  | 16,0 (60,8)                                                  | 15,6 (60,1)                                                  | 14,2 (57,6)                                                  | 12,4 (54,3)                                                  | 15,5 (59,9)                                                  | 13,0 (55,4)                                                  | 15,8 (60,4)                                                  | 15,6 (60,1)                                                  | 12,4 (54,3)                                                  |
| Количина падавина, mm (in)                                         | 59,8 (2,354)                                                 | 89,1 (3,508)                                                 | 121,9 (4,799)                                                | 125,0 (4,921)                                                | 121,4 (4,78)                                                 | 75,7 (2,98)                                                  | 84,5 (3,327)                                                 | 79,2 (3,118)                                                 | 100,8 (3,969)                                                | 149,0 (5,866)                                                | 122,9 (4,839)                                                | 60,1 (2,366)                                                 | 1.189,4 (46,827)                                             |
| Дани са падавинама                                                 | 8                                                            | 9                                                            | 14                                                           | 17                                                           | 19                                                           | 17                                                           | 18                                                           | 19                                                           | 19                                                           | 18                                                           | 15                                                           | 9                                                            | 179                                                          |
| Релативна влажност, %                                              | 83                                                           | 82                                                           | 83                                                           | 86                                                           | 87                                                           | 86                                                           | 84                                                           | 84                                                           | 85                                                           | 87                                                           | 89                                                           | 87                                                           | 85                                                           |
| Сунчани сати — месечни просек                                      | 210,8                                                        | 166,7                                                        | 145,7                                                        | 138,0                                                        | 148,8                                                        | 144,0                                                        | 164,3                                                        | 164,3                                                        | 150,0                                                        | 151,9                                                        | 147,0                                                        | 179,8                                                        | 1.911,3                                                      |
| Сунчани сати — дневни просек                                       | 6,8                                                          | 5,9                                                          | 4,7                                                          | 4,6                                                          | 4,8                                                          | 4,8                                                          | 5,3                                                          | 5,3                                                          | 5,0                                                          | 4,9                                                          | 4,9                                                          | 5,8                                                          | 5,2                                                          |
| Извор: Instituto de Hidrologia Meteorologia y Estudios Ambientales |                                                              |                                                              |                                                              |                                                              |                                                              |                                                              |                                                              |                                                              |                                                              |                                                              |                                                              |                                                              |                                                              |